# Верховна Рада Латвійської РСР
Верховна Рада Латвійської Радянської Соціалістичної Республіки — найвищий орган державної влади і єдиний законодавчий орган колишньої Латвійської Радянської Соціалістичної Республіки.
Формально Рада обиралась безпосередньо громадянами Латвійської РСР протягом одинадцяти скликань на основі загального, рівного і прямого права. На практиці вибори здійснювався під жорстким контролем правлячої комуністичної партії. Строк повноважень був 4 роки. Серед депутатів переважали члени компартії.
Верховна Рада Латвійської РСР обирала підзвітну їй Президію Верховної Ради Латвійської РСР, утворювала уряд Латвійської РСР — Раду міністрів та обирала Верховний суд Латвійської РСР.
До повноважень ВР також належало право:
- змінювати Конституцію Латвійської РСР та приймати нову;
- видавати та затверджувати народно-господарчі плани та Державний бюджет республіки;
- контролювати стан та управління підприємствами союзного підпорядкування та наглядати за ними тощо.

Основною формою діяльності Ради були сесії, що скликалися Президією двічі на рік. Також за розсудом Президії або на вимогу третини депутатів могли скликатися позачергові та урочисті (присвячені визначним датам) сесії. Рада утворювала постійні і тимчасові комісії. Закони приймалися більшістю голосів депутатів, які брали участь у засіданні ВР.
Перші вибори до Народного Сейму Латвійської РСР відбулися у 1940 році. 25 серпня 1940 року Народний Сейм перейменований у Тимчасову Верховну Раду Латвійської РСР.

## Голови Президії Верховної Ради Латвійської РСР
- Кірхенштейн Август Мартинович (25.08.1940 — 11.04.1952),
- Озоліньш Карліс Мартинович (11.04.1952 — 27.11.1959),
- Калнберзіньш Ян Едуардович (27.11.1959 — 5.05.1970),
- Рубен Віталій Петрович (5.05.1970 — 20.08.1974),
- Страутманіс Петеріс Якубович (20.08.1974 — 22.06.1985),
- Вагріс Ян Янович (22.06.1985 — 6.10.1988),
- Горбунов Анатолій Валер'янович (6.10.1988 — 3.05.1990).

## Списки депутатів за скликаннями
- Депутати Народного Сейму — ВР Латвійської РСР 1-го скликання (1940–1947)
- Депутати ВР Латвійської РСР 2-го скликання (1947–1951)
- Депутати ВР Латвійської РСР 3-го скликання (1951–1955)
- Депутати ВР Латвійської РСР 4-го скликання (1955–1959)
- Депутати ВР Латвійської РСР 5-го скликання (1959–1963)
- Депутати ВР Латвійської РСР 6-го скликання (1963–1967)
- Депутати ВР Латвійської РСР 7-го скликання (1967–1971)
- Депутати ВР Латвійської РСР 8-го скликання (1971–1975)
- Депутати ВР Латвійської РСР 9-го скликання (1975–1980)
- Депутати ВР Латвійської РСР 10-го скликання (1980–1985)
- Депутати ВР Латвійської РСР 11-го скликання (1985–1990)
- Депутати ВР Латвійської Республіки 12-го скликання (1990–1993)